# Ringo EXPO 08
《Ringo EXPO 08》（Ringo EXPO 08）是日本音樂家椎名林檎的第十四張DVD，這是唱片公司為了慶祝椎名林檎出道十週年，所發行的第四彈紀念作品，於2009年3月11日發行。發行當週即賣出4.1萬張，總計銷售額6.1萬張。初回限定為「10周年紀念眼箱、10周年特製貼紙封入、處女作「橘子皮」親筆樂譜封入」。

## DVD簡介
此張DVD是收錄椎名林檎《(生)林檎博'08 〜10周年記念祭〜》十週年演唱會，於2008年11月30日於埼玉超級競技場，其演唱的歌曲及幕後花絮。（演唱會介紹於後項）
本張DVD於2009年1月9日於官方網站上發布發行的消息，並02月23日開設演唱會DVD特設網站，並提供演唱會中演出的六首曲目接受歌迷觀看的服務，03月6日，先行批露的六首曲目開始接受歌迷線上下載的服務。到了03月11日正式在日本發行本DVD，台灣則於03月13日同步發行進口版與台壓盤。

## 曲目

（生）林檎博

1. 初戀娼女（ハツコイ娼女）
2. 席德與白日夢（シドと白昼夢）
3. 在這裡接吻（ここでキスして。）
4. 本能
5. 賭局
6. 宗教
7. 石膏
8. 暗夜中的雨 （闇に降る雨）
9. 溜滑梯（すべりだい）
10. 浴室
11. 錯亂
12. 罪與罰（罪と罰）
13. 歌舞伎町的女王（歌舞伎町の女王）
14. 停電
15. 草草幹活（やつつけ仕事）
16. 莖(stem)（茎）
17. 世界的盡頭（この世の限り）
18. 洋蔥快樂頌（玉葱のハッピーソング）
19. 夢醒之後（夢のあと）
20. 積木遊戲（積木遊び）
21. 祭典騷動（御祭騒ぎ）
22. 短暫少女（カリソメ乙女）
Encore 1
23. 正確的大街（正しい街）
24. 幸福論（幸福論）
Encore 2
25. 橘子皮 （みかんの皮）
  - 椎名林檎在七歲時的創作
26. 餘興（暫譯）（余興（仮））

## 銷售排行

### Oricon 銷售榜(日本)[6]
| 發行日期                    | 排行榜                 | 最高排名 | 第一週銷售量 | 總銷售量 | 連續上榜次數 |
| --------------------------- | ---------------------- | -------- | ------------ | -------- | ------------ |
| 2009年3月11日 Ringo EXPO 08 | Oricon DVD日銷售排行榜 | -        | -            | 67,338   | 18週         |
| 2009年3月11日 Ringo EXPO 08 | Oricon DVD週銷售排行榜 | #1       | 40,976       | 67,338   | 18週         |
| 2009年3月11日 Ringo EXPO 08 | Oricon DVD年銷售排行榜 | -        | 67,338       | 67,338   | 18週         |

### 其他銷售榜
| 名稱                        | 排行榜 | 首週   | 首週   | 最高   | 最高   | 連續上榜次數 |
| 名稱                        | 排行榜 | 排 行  | 銷售量 | 排 行  | 銷售量 | 連續上榜次數 |
| --------------------------- | ------ | ------ | ------ | ------ | ------ | ------------ |
| 2009年3月11日 Ringo EXPO 08 |        |        |        |        |        |              |
| Soundscan：DVD Top 20       | #2     | 21,716 | #2     | 21,716 | 2週    |              |
| 台灣G-Music：影音榜         | #3     | 1.53%  | #3     | 1.53%  | 2週    |              |
| 台灣五大唱片：影音榜        | #2     | 1.09%  | #2     | 1.09%  | 2週    |              |

## 發行日期
| 國家 | 發行日期      | 發行形式        | 商品編號  | 定價      |
| ---- | ------------- | --------------- | --------- | --------- |
| 日本 | 2009年3月11日 | DVD             | TOBF-5620 | 4,850日圓 |
| 台灣 | 2009年3月13日 | DVD(進口初回盤) | TOBF-5620 | 1,299元   |
| 台灣 | 2009年3月13日 | DVD(台壓盤)     | I5149     | 529元     |

## 演唱會簡介
《(生)林檎博'08 〜10周年記念祭〜》為日本音樂家椎名林檎慶祝出道十周年所舉辦的演唱會，總共在日本埼玉縣舉辦三場紀念演唱會，總計三天下來共吸引了超過五萬人觀眾。而由於椎名林檎鮮少在那麼大的場地舉辦演唱會的緣故，這場演唱會堪稱是椎名林檎出道以來最盛大的演唱會，不但人多，演唱會的內容也十分精采，連台灣藝人張懸、蘇打綠、陳珊妮等也參與這場盛會。
不僅如此，椎名林檎在演唱會也費盡心思，不僅邀請了自己的哥哥椎名純平，連自己七歲的小孩也登台介紹自己的媽媽小時候的照片。另外，在演唱「浴室」這首歌時，舞台上出現了流理台，而椎名林檎也跟著音符在流理台上削起蘋果，或是在「停電」這首歌時，下腰敲擊鈴鼓的動作皆成功吸引歌迷的目光，還有演唱新歌與六歲時候的創作曲讓歌迷興奮不已。更別說椎名林檎那百變的造型了，登場時以鹿茸頭登場，途中換上古典娃娃裝等，算下來整場演唱會至少換了六套服裝。不僅如此，她更和高圓寺阿波舞振興協會八十幾名舞者共跳日本傳統舞蹈阿波舞，成功讓現場氣氛沸騰到最高點，最後當演唱完最後一首歌「短暫少女」的最後一句歌詞「再見」時，其身影忽然間從舞台上消失了，就這樣椎名林檎完美的邁向演藝生涯的第十個年頭。

### 演出人員
林檎博紀念管弦樂團（林檎博記念管弦楽団，Ringo-haku Kinen Kangen Gakudan）在椎名林檎《椎名林檎 (生)林檎博'08 〜十周年記念祭〜》演唱會中組成。團員達68名。
- ：齋藤毅（日语：斎藤ネコ）
- Electric bass：
- Drums：
- Electric Guitar：
- Piano：
- Electric&Acoustic Guitar：
- Percussion：
- Manipulator：
- Flute：
- Oboe：
- Clarinet：
- Fagotto：
- French horn：
- Alto Saxophone：
- Tenor Saxophone：
- Baritone Saxophne：
- Trumpet：
- Trombone：
- Percussion：
- Harp：
- Cocertmaster：
- Violin：
- Viola：
- Cello：
- Bass：

林檎博紀念舞誦團（林檎博記念舞踊団，Ringo-haku Kinen Buyou-dan）
- 編舞者 - 井手茂太
- 舞　者 - 齊藤美音子、菅尾なぎさ、依田朋子、金子あい
- 高圓寺阿波舞振興協會

### 公演會場
| 日期           | 都道府縣 | 城市   | 場館           |
| -------------- | -------- | ------ | -------------- |
| 日本           |          |        |                |
| 2008年11月28日 | 埼玉縣   | 埼玉市 | 埼玉超級競技場 |
| 2008年11月29日 | 埼玉縣   | 埼玉市 | 埼玉超級競技場 |
| 2008年11月30日 | 埼玉縣   | 埼玉市 | 埼玉超級競技場 |

### 演出曲目
1. 初戀娼女
2. 席德與白日夢
3. 在這裡接吻
4. 本能
5. 賭局
6. 宗教
7. 石膏
8. 暗夜中的雨
9. 溜滑梯
10. 浴室
11. 錯亂
12. 罪與罰
13. 歌舞伎町的女王
14. 停電
15. 草草幹活
16. 莖(stem)
17. 世界的盡頭（with 椎名純平）
18. 洋蔥快樂頌（with 椎名純平）
19. 夢醒之後
20. 積木遊戲
21. 祭典騷動
22. 短暫少女
23. 正確的大街（Encore 1）
24. 幸福論(悅樂篇)（Encore 1）
25. 橘子皮（Encore 2）
26. 餘興（Encore 2）
27. 丸內虐待狂（錄音）

## 演唱會報導
- 報紙
  - 12/05(金) 「朝日新聞」[12]
  - 12/10(水) 「日經新聞」[12]
  - 12/11(木) 「毎日新聞」[12]
  - 12/11(木) 「讀賣新聞」[12]
- 雜誌
  - 12/12(金) 「Oricon Style」(オリ★スタ)[12]
  - 12/13(土) 「CD DATA」[12]
  - 12/15(月) 「WHAT'S IN」[12]
  - 12/15(月) 「MUSICA」[12]
  - 12/20(土) 「rockin'on JAPAN」[12]
  - 12/20(土) 「SWITCH」[12]
  - 12/27(土) 「GIGS」[12]
  - 01/11(日) 「Drums Magazine」[12]
- 體育報紙
  - 12/01(月) 「日刊體育」[12]
  - 12/01(月) 「體育日本」[12]
  - 12/01(月) 「體育報知」[12]
  - 12/01(月) 「每日體育」[12]
  - 12/01(月) 「SANSPORTS」[12]
  - 12/01(月) 「東京中日體育」[12]
- 衣物展示
  - 03/10～　TOWER RECORDS新宿店、澀谷店[13]

## 脚注

## 外部連結
- Ringo EXPO 08特設網站